# Циммерман, Оттилия Владимировна
Отти́лия Влади́мировна Ци́ммерман (1863—1920) — российский педагог, одна из основательниц первой в городе Перми частной школы-гимназии. Старшая из трёх сестёр Циммерман, которые, по мнению краеведов, стали прототипами героинь пьесы Антона Павловича Чехова «Три сестры».

## Биография
Оттилия Владимировна родилась в 1863 году в Перми в семье статского советника Владимира Ивановича Циммермана, старшего врача Александровской больницы. Окончила Мариинскую гимназию. В 1886 году совместно с сёстрами Маргаритой и Эвелиной основала первую в Перми частную начальную школу.
Школа была открыта 22 сентября 1886 года и просуществовала до 1919 года. В 1887 году Оттилия Владимировна стала содержательницей школы, также преподавала иностранные языки. В 1903 году школа была преобразована в мужскую частную прогимназию с правительственной программой. В 1907 году — получила статус мужской частной гимназии с государственной программой. Среди выпускников школы были С. И. Шумский — профессор-отоларинголог, Г. Я. Голшмидт — профессор психиатрии, А. А. Кюнцель — основатель Пермского общества врачей-физиотерапевтов, Н. Н. Серебренников — основатель Пермской художественной галереи.
Ученики гимназии так вспоминали об Оттилии Владимировне:

По характеру старшая сестра, Оттилия Владимировна, являвшаяся начальницей гимназии официально, отличалась замкнутым характером, суровыми и простыми привычками, в душе же своей была сентиментальна… Она была высокая, безусловно,
красивая женщина со строгими чертами лица и твёрдым характером… она отличалась всегда аккуратностью и простотой костюма, строгостью внешнего вида… Она свободно говорила по-французски и преподавала этот язык в гимназии.

В 1920 году Оттилия Владимировна была арестована по постановлению ГубЧК без предъявления обвинения. Причина ареста осталась неизвестной — в сохранившемся перечне заключённых графа «обвинение» напротив её имени незаполнена. В сентябре этого же года она скончалась в тюремной больнице и была похоронена на Егошихинском кладбище, в общей могиле арестантов.

## Память
5 октября 2006 года на лютеранском участке Егошихинского кладбища был открыт памятник сёстрам Циммерман в виде стелы из чёрного гранита.